# Laurent Mekies
Laurent Mekies, född 28 april 1977, är en fransk ingenjör som är VD för det österrikiska Formel 1-stallet Red Bull Racing sedan den 9 juli 2025.

## Karriär
Mekies tog examen från Loughborough University efter att ha tagit en magisterexamen från École supérieure des techniques aéronautiques et de construction automobile i Paris. År 2000 började han sin karriär på Asiatech i Formel 3 innan han började arbeta i Formel 1 och då för Arrows. Han bytte till Minardi under de följande åren, där han arbetade som raceingenjör för Mark Webber, Justin Wilson, Zsolt Baumgartner och Christijan Albers.
När laget förvärvades av den österrikiska energidryckstillverkaren Red Bull och döptes om till Scuderia Toro Rosso i slutet av 2005, befordrades han till teamets chefsingenjör.
Mekies lämnade Toro Rosso 2014 och började istället arbeta för FIA som säkerhetschef. Han utsågs till biträdande tävlingsledare för F1 2017. Han flyttade till Scuderia Ferrari i september 2018 som sportchef. Han har varit ansvarig för Track and Performance-avdelningen sedan 2019. I januari 2021 utsågs han till biträdande teamchef och tävlingschef för Scuderia Ferrari.
Mekies ersatte Franz Tost som teamchef för Scuderia Alpha Tauri inför 2024 års Formel 1-säsong. Den 27 juli 2023 tillkännagavs det att Mekies skulle lämna sitt jobb som Racing Director för Ferrari i slutet av veckan, och därför inte närvara vid Belgiens Grand Prix på Spa-Francorchamps. Diego Ioverno kommer att ta på sig en del av Mekies uppdrag som sportchef.
Den 9 juli 2025 meddelade Racing Bulls systerstall Red Bull Racing att man hade sparkat sin VD och stallchef Christian Horner och befordrat Mekies till att vara ny VD för systerstallet.